# Motorsport i Lettland
Lettland har aldrig varit någon framstående nation när det gäller motorsport, men intresset har stadigt ökat.

## Verksamhet
Lettland arrangerar ett nationellt rallymästerskap, som är mest känt för att låta minderåriga utländska förare delta i tävlingarna. Det lettiska bilsportförbundet har ett avtal med det brittiska om att låta brittiska unga förare få lära sig att tävla på lettisk mark. Den mest framgångsrike lettiska föraren Harald Schlegelmilch vann en tävling i F3 Euroseries 2007 i ett heat med omvänd startordning. Efter framgången har Schlegelmilch försvunnit från den internationella scenen på grund av pengabrist.
Det finns inga riktiga racerbanor i Lettland, utan precis som i Litauen och Estland är den inhemska racingen begränsad till gokart.